# Simon Kuipers
Simon Petrus Kuipers (* 9. srpna 1982 Haarlem, Severní Holandsko) je bývalý nizozemský rychlobruslař.
V roce 2001 startoval na Mistrovství světa juniorů (10. místo), v závodech Světového poháru debutoval na začátku roku 2004. Na Zimních olympijských hrách 2006 se v závodě na 500 m umístil na 23. místě, na trati 1500 m skončil čtvrtý. V roce 2008 byl čtvrtý na Mistrovství světa ve sprintu, o rok později vybojoval bronzovou medaili. Ze zimní olympiády 2010 si přivezl bronz ze stíhacího závodu družstev, v individuálních závodech byl nejlépe šestý na 1000 m, dále dobruslil sedmý na 1500 m a na pětistovce skončil na 20. místě. Poslední závody absolvoval na konci roku 2011.